# Itálie Evropa společně
Itálie Evropa společně (Italia Europa Insieme), byla italská středolevicová volební koalice, vytvořená jako součást Středolevicové koalice pro parlamentní volby 2018. Hlavními koaličními partnery byly Italská socialistická strana a Federace zelených.
Ve volbách kandidátka získala pouze 0,6 procenta hlasů, čímž zůstala hluboko pod tříprocentní hranicí pro zisk mandátů z proporční části voleb. Díky podpoře ostatních stran Středolevicové koalice nicméně vyhrála v jednom jednomandátovém obvodu do Poslanecké sněmovny a v jednom do Senátu.

## Členské strany
| Strana | Strana                       | Ideologie           | Volby 2018 | Volby 2018 |
| Strana | Strana                       | Ideologie           | Poslanci   | Senátoři   |
| ------ | ---------------------------- | ------------------- | ---------- | ---------- |
|        | Italská socialistická strana | Sociální demokracie | –          | 1          |
|        | Federace zelených            | Zelená politika     | –          | –          |
|        | Občanská oblast              | Progresivismus      | 1          | –          |

## Volební výsledky

### Poslanecká sněmovna
| Volby | Hlasy   | Hlasy | Mandáty | Mandáty | Pozice | Postavení |
| Volby | Abs.    | %     | Abs.    | ±       | Pozice | Postavení |
| ----- | ------- | ----- | ------- | ------- | ------ | --------- |
| 2018  | 190 601 | 0.6   | 1/630   | ▲1      | ▲12.   | Opozice   |

### Senát
| Volby | Hlasy   | Hlasy | Mandáty | Mandáty | Pozice |
| Volby | Abs.    | %     | Abs.    | ±       | Pozice |
| ----- | ------- | ----- | ------- | ------- | ------ |
| 2018  | 163 454 | 0.5   | 1/315   | ▲1      | ▲12.   |

### Regionální parlamenty
| Region    | Rok  | Hlasy  | %   | Mandáty | ±  |
| --------- | ---- | ------ | --- | ------- | -- |
| Lombardie | 2018 | 35 071 | 0.7 | 0/80    | –  |
| Lazio     | 2018 | 28 443 | 1.1 | 0/51    | ▼1 |